# Achter (Rudern)
Achter (Abkürzung 8+) ist im Rudersport die generische Bezeichnung für alle von acht Personen mit Riemen angetriebenen Ruderboote. Ein Achter mit Skulls wird mit 8x+ bezeichnet. Dabei ist immer zusätzlich ein Steuermann/frau an Bord.
Als wichtigste Unterklasse existiert eine vom Weltruderverband FISA definierte Bootsklasse, die ebenfalls einfach Achter genannt wird und neben dem Einer als Königsklasse des Rudersports angesehen wird. In dieser Bootsklasse wird immer mit Riemen gerudert, sie ist außerdem die schnellste aller bedeutsamen Bootsklassen im Rudern. Der Achter ist seit 1900 eine olympische Bootsklasse und existiert außerdem als nichtolympische Leichtgewichts-Variante.
Achter gehören ebenso wie die Vierer zu den Großbooten, während Einer und Zweier als Kleinboote bezeichnet werden. Wie in den Mannschaftsbooten üblich, ist auch im Achter eine gute rudertechnische Abstimmung zwischen allen Mannschaftsmitgliedern für den Erfolg eines Teams sehr wichtig.

## Beschreibung
Die Ruderer im olympischen, unbeschränkten Achter müssen kein Gewichtslimit einhalten. In der nichtolympischen Leichtgewichts-Variante gilt hingegen: Männliche Ruderer dürfen im Mannschaftsschnitt maximal 70,0 kg und gleichzeitig individuell maximal 72,5 kg wiegen, für Frauen liegen die Gewichtsgrenzen bei 57,0 kg im Schnitt und 59,0 kg individuell.
Material und Konstruktion des Bootes gleichen denen typischer Rennruderboote. Das Boot ist etwa 17,5 Meter lang, etwa 55 cm an der Wasserlinie breit und wiegt nach Spezifikationen des Weltruderverbandes FISA mindestens 96 kg. Im Gegensatz zu allen kleineren Ruderbooten müssen Achter seit den 1990er-Jahren für den Transport teilbar sein, wobei kein Teilstück länger als 11,90 m sein darf. Der Transport eines ungeteilten Achters auf einem Bootstrailer ist in vielen europäischen Ländern nur mit Ausnahmegenehmigungen erlaubt, da die zulässige Gespannlänge überschritten wird. Auch der Transport zu Überseeregatten im Standardcontainer (Außenlänge 40 Fuß = 12,192 m) ist nur mit teilbaren Achtern möglich.
Auf jeder Seite des Bootes werden vier Ausleger montiert. Traditionell rudert der Schlagmann auf der Backbordseite und die Sportler dahinter rudern alternierend auf den beiden Seiten. Mittlerweile werden die Ausleger nach den individuellen Fertigkeiten der Ruderer angeordnet (geriggert), das heißt, der Schlagmann kann auch auf der Steuerbordseite rudern. Gelegentlich wird heute auch eine italienische Riggerung (auch Zwilling) geriggert, hierbei rudern zwei direkt hintereinandersitzende Mannschaftsmitglieder auf der gleichen Seite. Im Achter führt jeder Ruderer einen Riemen mit beiden Händen, welcher durch eine Dolle am Ausleger befestigt ist. Am Bug des Achters befindet sich der Bugball, der bei einer leichten Kollision dafür verantwortlich ist, dass keine Personenschäden auftreten. Auch befindet sich dort der Startnummernhalter, in diesen wird bei einer Regatta die Startnummer hineingesteckt.
Der Steuermann sitzt im Achter immer ganz hinten im Boot, da eine liegende Platzierung vorn wie etwa im Vierer mit Steuermann oder Zweier mit Steuermann aus Sicherheitsgründen nicht mehr zulässig ist. Aufgrund der Länge des Achters wäre der vom vorn liegenden Steuermann ausgehende Vorteil durch eine bessere Gewichtsverteilung sowieso nur sehr gering. Der Steuermann im Achter muss ein Mindestgewicht von 55 kg (Männer) bzw. 50 kg (Frauen) aufweisen. Neben der Steuerung des Bootes über die nahe am Schwert verbauten Steuerflosse obliegt ihm die taktische Koordination der Rudermannschaft. In modernen Achtern wird dazu ein Lautsprechersystem eingebaut, das auch als „Cox Box“ bezeichnet wird (von engl. „cox“ für „Steuermann“).
Neben der hier beschriebenen Bootsklasse werden sehr selten auch Doppelachter im Training genutzt, also ein mit Skulls angetriebener Achter. Dazu kann die Bootsschale eines Riemenachters genutzt werden, die allerdings mit anderen Auslegern ausgerüstet werden muss. Im Rennrudersport hat der Doppelachter keine Relevanz. Daneben werden Achter auch als Gigruderboot vom C-Typ gebaut und für den Breitensport und die Ruderausbildung in Rudervereinen genutzt. Der Gigachter kann mit Skulls oder Riemen gerudern werden. Für das Wanderrudern sind Gigachter allerdings typischerweise zu groß und unflexibel, so dass hier kleinere Ruderboote (Vierer und Zweier) eingesetzt werden.

## Geschichte

### Bekannte Achterrennen

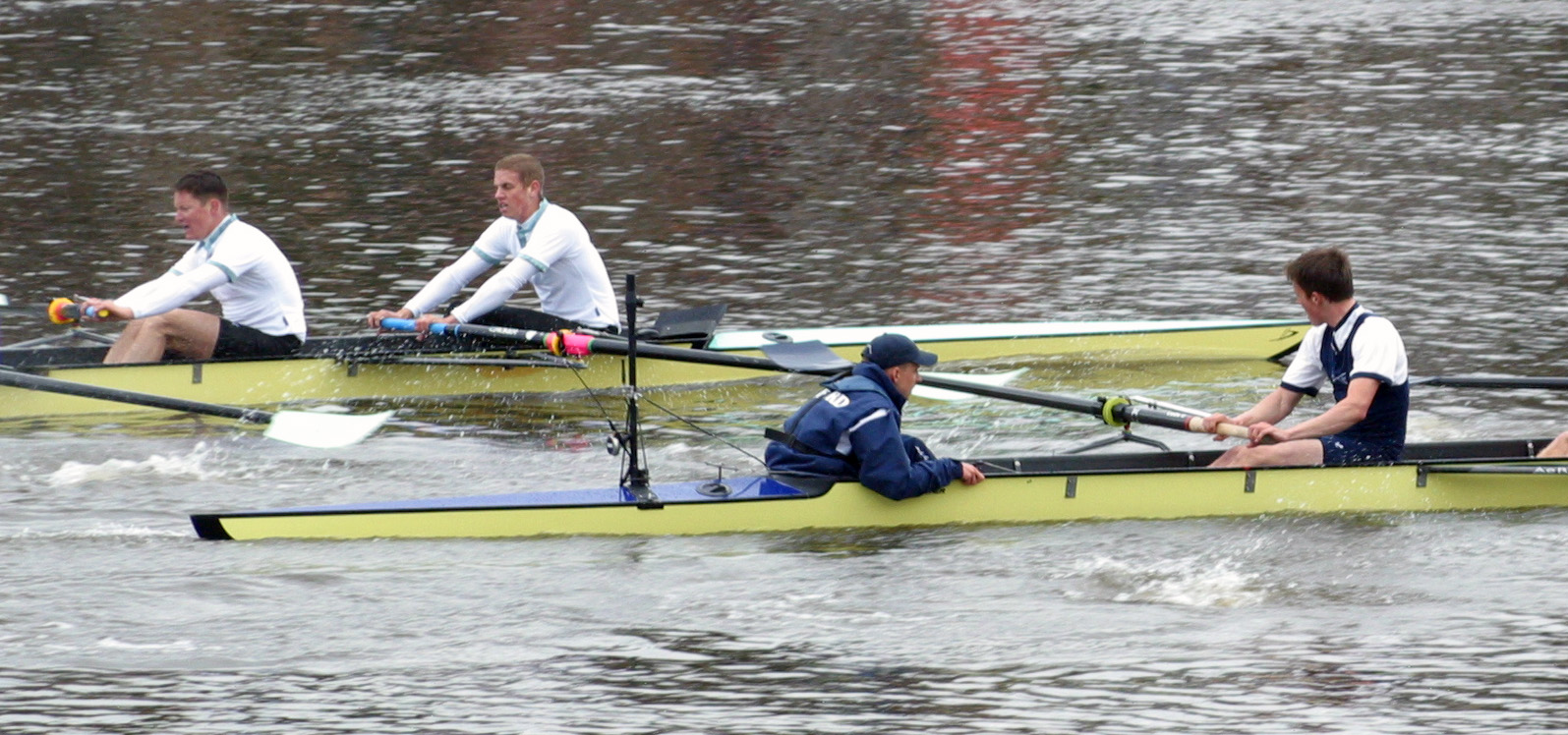
Szene vom Boat Race 2003. Im Vordergrund: Steuermann und Schlagmann der University of Oxford; Hintergrund: Bugmann der University of Cambridge

Eines der bekanntesten Achterrennen ist das Boat Race zwischen den Universitäten Oxford und Cambridge, das es seit 1829 gibt. Das Rennen wird jährlich im März oder April auf der Themse in London über eine Distanz von 6779 Metern ausgetragen. Die Achter legen diese Strecke in 17 bis 19 Minuten zurück. Nach der 168. Austragung im März 2023 führt Cambridge mit 86 Siegen vor Oxford mit 81 Siegen. Das Rennen im Jahr 1877 wurde unentschieden gewertet. Das Boat Race wird jährlich von Hunderttausenden Zuschauern an der Strecke beobachtet und nahezu weltweit im TV übertragen.
Auf der gleichen Strecke, aber in entgegengesetzter Richtung wird das Head of the River Race jährlich im März seit etwa den 1930er-Jahren gerudert. Das Rennen stellt mit ca. 400 teilnehmenden Mannschaften die größte Achterregatta weltweit dar und erfreut sich großer Beliebtheit bei vielen britischen und europäischen Rudervereinen. Aufgrund der Menge teilnehmender Mannschaften rudern diese die Strecke hintereinander ab, wobei langsamere Boote überholt werden dürfen. Sieger ist die Mannschaft, die die Strecke von 6,8 Kilometern als Schnellste zurücklegt.

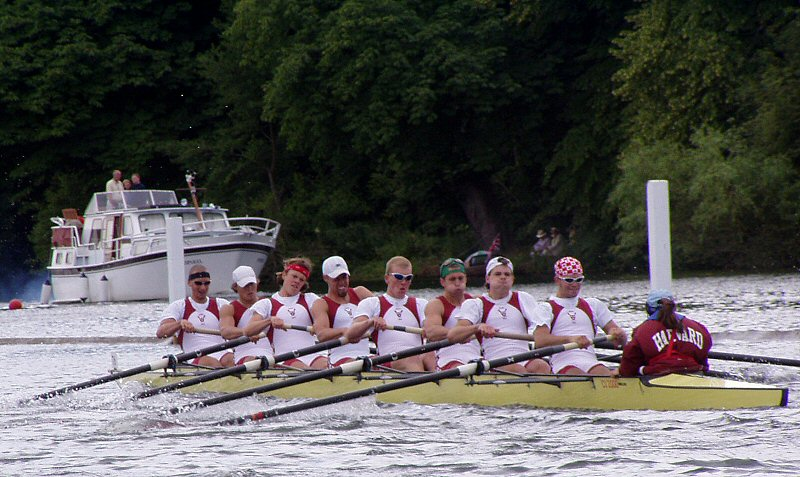
Männerachter der Harvard University während der Henley Royal Regatta

Ein weiteres bekanntes Rennen ist der Wettkampf um den Grand Challenge Cup bei der Henley Royal Regatta in der Nähe von Henley-on-Thames. Die Strecke ist 1 Meile und 550 Yards (2112 Meter) lang. Wegen der geringen Breite der Regattastrecke können jeweils nur zwei Boote gegeneinander antreten. Beim Grand Challenge Cup starten auch regelmäßig internationale Spitzenmannschaften. 2010 und 2011 siegte beispielsweise der Deutschland-Achter vor einer Auswahl aus Großbritannien.
In Deutschland hat zuletzt die Regattaserie der Ruder-Bundesliga für Aufmerksamkeit gesorgt. Seit dem Jahr 2009 werden jährlich an fünf bis sechs Regattawochenenden auf der Sprintdistanz von rund 350 Metern sogenannte „Deutsche Liga-Champions“ im Frauen-Achter und im Männer-Achter ermittelt (was nicht dem deutschen Meistertitel entspricht). Durch die kurze Streckenlänge sorgen knappe Rennen für Spannung, außerdem kann die gesamte Strecke von den Zuschauern überblickt werden. Besonders die Achter des Crefelder Ruder-Club 1883 gewannen bisher mehrfach den Titel des Liga-Champions. Neben der Bundesliga ist auch der SH Netz Cup (ehemals „E.ON Hanse Cup“), ein Langstreckenrennen für internationale Spitzenachter auf dem Nord-Ostsee-Kanal, durch intensive mediale Berichterstattung von Bedeutung.

### Olympische Spiele

#### Achter der Männer

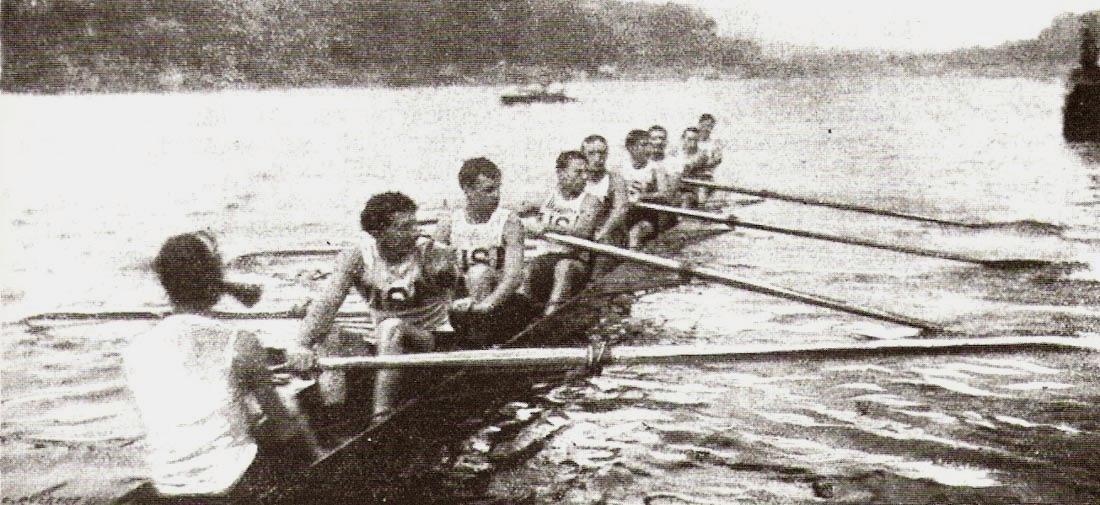
Die siegreichen Amerikaner bei den Spielen 1900

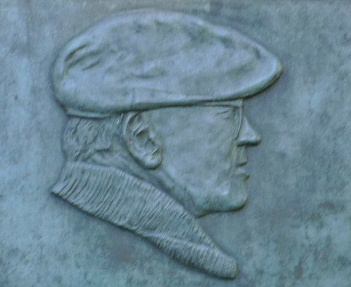
Karl Adam

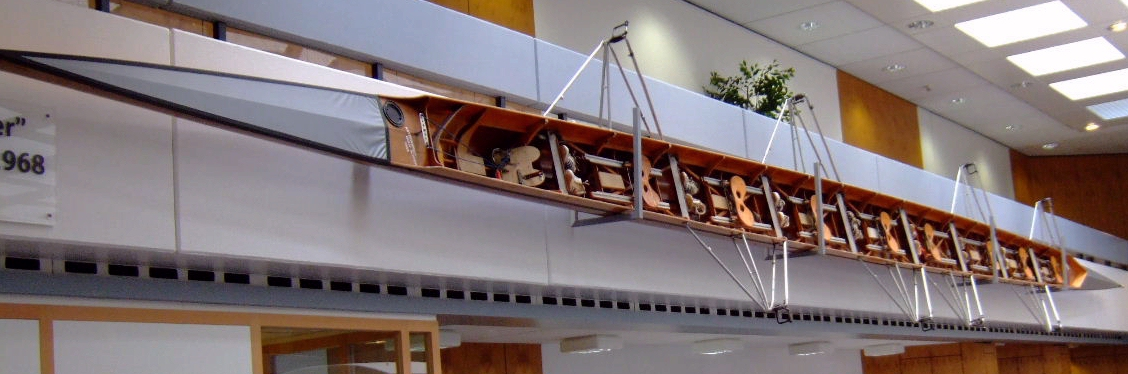
Der Deutschland-Achter von 1968

Der Achter der Männer wurde bei jeder Austragung der Olympischen Spiele seit 1900 ausgefahren, nachdem 1896 die Wettkämpfe wetterbedingt ausfielen. Von Beginn an waren die olympischen Titel im Einer und Achter diejenigen mit der sportlich höchsten Bedeutung im internationalen Rudersport. Von den ersten 12 Austragungen des Achters bis 1956 gewannen die Mannschaft der USA alle mit Ausnahme der Jahre 1908 und 1912, als jeweils Großbritannien siegreich war. Neben den Vereinigten Staaten stellten vor allem Belgien, Kanada, Großbritannien, Norwegen, Australien und Italien gute Mannschaften in dieser Zeit.
Bei den Olympischen Spielen 1960 in Rom wurde die US-amerikanische Siegesserie vom Deutschland-Achter unterbrochen. Karl Adam trainierte damals die deutsche Mannschaft, obwohl er selbst nie aktiv als Sportler an einer Ruderregatta teilgenommen hatte. Die deutsche Mannschaft war gleichzeitig die erste, die auf der olympischen 2000-Meter-Distanz unter der Zeit von 6 Minuten blieb. Die Silbermedaille gewann Kanada, die USA erreichten nur Platz fünf. Vier Jahre später gewannen die USA erneut die Goldmedaille im Achter, während der Deutschland-Achter den Silberrang belegte. Mit dem erneuten Gewinn der Goldmedaille durch die deutsche Auswahl im Jahr 1968 war die Zeit der US-amerikanischen Dominanz endgültig vorbei. Die abermals von Karl Adam trainierte Mannschaft gewann damals knapp vor Australien mit einem Vorsprung von etwa neun Zehntelsekunden. Seit 1968 gelang nur der Mannschaft der DDR einmalig die Titelverteidigung im Männer-Achter (im Boykottjahr 1980).
Bei den Olympischen Spielen 1972 auf der Regattastrecke Oberschleißheim in München gewann erstmals Neuseeland den Achter vor den USA und der DDR-Auswahl. Die westdeutsche Auswahl wurde als Titelverteidiger lediglich Fünfter. Der DDR-Achter konnte die Austragungen 1976 in Montreal und auch 1980 in Moskau gewinnen, die von vielen westlichen Staaten boykottiert wurde.
Der Boykott vieler westlichen Staaten für die Olympischen Spiele 1980 führte auch zum Boykott vieler Ostblockstaaten zu den Spielen 1984 in Los Angeles. Der DDR-Achter als Titelverteidiger wie auch der sowjetische Achter nahmen nicht teil, obwohl sie sich qualifiziert hatten. Es gewann schließlich der Kanadische Achter vor den USA und Australien. Vier Jahre später in Seoul gewann der westdeutsche Deutschland-Achter mit Schlagmann Bahne Rabe seine insgesamt dritte olympische Goldmedaille. Ralf Holtmeyer war zu der Zeit als Trainer verantwortlich für den Erfolg. In Barcelona im Jahr 1992 wurde der Deutschland-Achter (u. a. besetzt mit Bahne Rabe und Roland Baar) von Kanada und Rumänien besiegt. Das Rennen konnte Kanada mit ca. einer Zehntelsekunde Vorsprung für sich entscheiden.
1996 in Atlanta gewannen zum ersten Mal die Niederlande olympisches Gold im Achter. Deutschland (u. a. mit Roland Baar und Steuermann Peter Thiede) gewann die Silbermedaille vor Russland und Kanada. Vier Jahre später zu den Olympischen Spielen von Sydney konnte sich der deutsche Männer-Achter nicht qualifizieren, als Großbritannien vor Gastgeber Australien und Kroatien triumphierte. Die USA belegten als Weltmeister der Jahre 1997 bis 1999 lediglich den fünften Platz. Die Regatta während der Spiele 2004 wurde am Schinias Olympic Rowing and Canoeing Centre ausgetragen. Die USA gewannen nach langer Zeit wieder die Goldmedaille vor den Niederlanden und Australien. Die deutsche Auswahl um Schlagmann Michael Ruhe erreichte Platz vier.
Bei den Olympischen Spielen 2008 in Peking wurden die Wettkämpfe in Shunyi ausgetragen. Der Titelverteidiger landete dabei auf dem dritten Platz. Olympiasieger wurde Kanada vor den mit Silber dekorierten Briten. Der Deutschland-Achter kam nach einem problematischen Selektionsprozess der Mannschaft nicht über den achten und letzten Platz hinaus und wurde danach zum zweiten Mal von Ralf Holtmeyer übernommen, der von 2000 bis 2008 den deutschen Frauenachter trainierte. Bei der olympischen Ruderregatta 2012 in London gewann der Deutschland-Achter schließlich die vierte Goldmedaille, nachdem er in den Jahren zuvor bereits drei Weltmeistertitel erringen konnte. Die gastgebenden Briten belegten in London den dritten Platz hinter Kanada.

#### Achter der Frauen
Der Achter der Frauen wurde erstmals bei den Olympischen Spielen 1976 in Montreal ausgetragen, als das Frauenrudern olympisch wurde. Seitdem ist die Bootsklasse bei jeder Austragung im Programm gewesen. Es gewann bei der Premiere die DDR vor der Sowjetunion und der Mannschaft aus den Vereinigten Staaten. Der DDR-Achter gewann auch 1980 in Moskau und 1988 in Seoul die olympische Goldmedaille, nur unterbrochen von der boykottierten Austragung in Los Angeles 1984. Damals gewann das heimische Team aus den USA. Vor allem aus Rumänien und der Sowjetunion wurden zu der Zeit regelmäßig weitere starke Frauenachter gestellt.
Beim Titelgewinn der Kanadierinnen im Jahr 1992 in Barcelona wurde der rumänische Achter zum dritten Mal in Serie Silbermedaillengewinner. Die deutsche Auswahl mit zahlreichen Olympiasiegerinnen von 1988 gewann die Bronzemedaille. Von 1996 bis 2004 konnte das rumänische Großboot schließlich dreimal in Folge den Frauenachter gewinnen, unter anderem mit den mehrfach beteiligten Ruderinnen Elisabeta Lipă, Georgeta Damian, Doina Ignat, Viorica Susanu, Ioana Olteanu, Veronica Cochela, Liliana Gafencu und Steuerfrau Elena Georgescu. Dahinter waren die Niederlande, Kanada und die Vereinigten Staaten regelmäßig mit starken Achtern am Start.
Nach einem Generationenwechsel im rumänischen Großboot übernahmen die US-Amerikanerinnen eine dominierende Rolle im Frauen-Achter. Sie gewannen die Spiele von Peking vor den Niederlanden und Rumänien und waren ebenfalls 2012 in London und 2016 in Rio de Janeiro erfolgreich.

### Welt- und Europameisterschaften
In den Jahren ohne olympische Ruderregatta stellen die Welt- und Europameisterschaften den Saisonhöhepunkt im Rudersport dar. Die Ruder-Europameisterschaften wurden im in Europa entstandenen Rudersport bereits ab 1893 mit wenigen Ausnahmen jährlich ausgetragen und enthielten jeweils einen Titel im Männer-Achter. Der Frauen-Achter wurde erst in den 1950er-Jahren ergänzt, da vorher keine Frauenrennen ausgetragen wurden. Ab 1962 wurden die Europameisterschaften zunächst im Vierjahresrhythmus, ab 1974 vollständig von den Ruder-Weltmeisterschaften abgelöst, da an den Europäischen Titelkämpfen mittlerweile zahlreichen Mannschaften aus Übersee teilnahmen. Seit 2007 werden sowohl Welt- als auch Europameisterschaften mit Rennen im Achter der Männer und Frauen jährlich ausgetragen. Im Leichtgewichtsbereich ist außerdem der leichte Männer-Achter seit 1974 Teil der WM.
Bei den Männern ist Großbritannien amtierender Weltmeister 2014. Erster Weltmeister im Jahr 1962 war der Deutschland-Achter von Karl Adam vor der Sowjetunion und Frankreich. Weltmeister der Frauen sind die USA vor Kanada und der Auswahl aus der Volksrepublik China. Das erste WM-Rennen im Frauen-Achter gewann die DDR vor der Sowjetunion und Rumänien.
Europameister 2015 sind Deutschland bei den Männern und Russland bei den Frauen.

## Medaillen

### Olympische Spiele
Die Tabelle stellt die erfolgreichen Nationen in der Bootsklasse Achter der Männer bei den Olympischen Spielen dar (Stand: 1900 bis nach den Spielen von Paris 2024).
| Männer (1900–2024) | Männer (1900–2024)                                                                                  | Männer (1900–2024) | Männer (1900–2024) | Männer (1900–2024) | Männer (1900–2024) |
| Platz              | Nation                                                                                              | Gold               | Silber             | Bronze             | Gesamt             |
| ------------------ | --------------------------------------------------------------------------------------------------- | ------------------ | ------------------ | ------------------ | ------------------ |
| 1                  | Vereinigte Staaten                                                                                  | 12                 | 2                  | 3                  | 17                 |
| 2                  | Deutschland (davon Deutsches Reich) (davon Deutsches Reich) (davon Deutsche Demokratische Republik) | 6 (2)              | 4                  | 4 (1)              | 14 (1) (3)         |
| 3                  | Vereinigtes Königreich                                                                              | 5                  | 7                  | 3                  | 15                 |
| 4                  | Kanada                                                                                              | 3                  | 5                  | 3                  | 11                 |
| 5                  | Neuseeland                                                                                          | 2                  |                    | 1                  | 3                  |
| 6                  | Niederlande                                                                                         | 1                  | 2                  | 2                  | 5                  |
| 7                  | Australien                                                                                          |                    | 2                  | 4                  | 6                  |
| 8                  | Russland (davon Sowjetunion)                                                                        |                    | 2 (2)              | 3 (2)              | 5 (4)              |
| 9                  | Italien                                                                                             |                    | 2                  | 1                  | 3                  |
| 10                 | Belgien                                                                                             |                    | 2                  |                    | 2                  |
| 11                 | Rumänien                                                                                            |                    | 1                  |                    | 1                  |
| 12                 | Norwegen                                                                                            |                    |                    | 2                  | je 2               |
| 12                 | Tschechoslowakei                                                                                    |                    |                    | 2                  | je 2               |
| 14                 | Kroatien                                                                                            |                    |                    | 1                  | 1                  |

Die Tabelle stellt die erfolgreichen Nationen in der Bootsklasse Achter der Frauen bei den Olympischen Spielen dar (Stand: 1976 bis nach den Spielen von Paris 2024).
| Frauen (1976–2024) | Frauen (1976–2024)                                  | Frauen (1976–2024) | Frauen (1976–2024) | Frauen (1976–2024) | Frauen (1976–2024) |
| Platz              | Nation                                              | Gold               | Silber             | Bronze             | Gesamt             |
| ------------------ | --------------------------------------------------- | ------------------ | ------------------ | ------------------ | ------------------ |
| 1                  | Rumänien                                            | 4                  | 3                  | 3                  | 10                 |
| 2                  | Vereinigte Staaten                                  | 4                  | 1                  | 1                  | 6                  |
| 3                  | Deutschland (davon Deutsche Demokratische Republik) | 3 (3)              |                    | 1                  | 4 (3)              |
| 4                  | Kanada                                              | 2                  | 3                  | 1                  | 6                  |
| 5                  | Niederlande                                         |                    | 2                  | 3                  | 5                  |
| 6                  | Sowjetunion                                         |                    | 2                  |                    | 2                  |
| 7                  | Vereinigtes Königreich                              |                    | 1                  | 1                  | 2                  |
| 8                  | Neuseeland                                          |                    | 1                  |                    | 1                  |
| 9                  | Volksrepublik China                                 |                    |                    | 2                  | 2                  |
| 10                 | Belarus                                             |                    |                    | 1                  | 1                  |

### Weltmeisterschaften
Diese Tabelle stellt die Weltmeister im Achter der Männer nach Titelgewinnen dar (Stand: 1962 bis nach den Weltmeisterschaften 2017).
| Männer (1962–2017) | Männer (1962–2017)                                                         | Männer (1962–2017) |
| Platz              | Nation                                                                     | WM-Titel           |
| ------------------ | -------------------------------------------------------------------------- | ------------------ |
| 1                  | Deutschland (davon Deutsche Demokratische Republik) (davon BR Deutschland) | 17 (5) (4)         |
| 2                  | Vereinigte Staaten                                                         | 7                  |
| 3                  | Kanada                                                                     | je 3               |
| 3                  | Vereinigtes Königreich                                                     | je 3               |
| 4                  | Sowjetunion                                                                | je 2               |
| 4                  | Neuseeland                                                                 | je 2               |
| 7                  | Rumänien                                                                   | je 1               |
| 7                  | Australien                                                                 | je 1               |

Diese Tabelle stellt die Weltmeister im Achter der Frauen nach Titelgewinnen dar (Stand: 1974 bis nach den Weltmeisterschaften 2015).
| Frauen (1974–2017) | Frauen (1974–2017)                                  | Frauen (1974–2017) |
| Platz              | Nation                                              | WM-Titel           |
| ------------------ | --------------------------------------------------- | ------------------ |
| 1                  | Vereinigte Staaten                                  | 10                 |
| 2                  | Rumänien                                            | 8                  |
| 3                  | Sowjetunion                                         | 7                  |
| 4                  | Deutschland (davon Deutsche Demokratische Republik) | 5 (3)              |
| 5                  | Australien                                          | 2                  |
| 6                  | Kanada                                              | 1                  |

## Film
- The Boys in the Boat von George Clooney (2023) über den US-amerikanischen Achter bei den  Olympischen Spielen Berlin 1936